# Haemopis grandis
Haemopis grandis är en ringmaskart som beskrevs av Addison Emery Verrill 1874. Haemopis grandis ingår i släktet Haemopis och familjen Haemopidae. Inga underarter finns listade i Catalogue of Life.